# 周防彰悟
周防 彰悟（すほう しょうご、1975年〈昭和50年〉10月20日 - ）は、日本の芸能プロモーター・音楽プロデューサー・実業家・レーシングドライバーである。バーニングプロダクション代表取締役社長。

## 来歴・人物
周防郁雄・美恵子夫妻の長男として、東京都に生まれた。異父兄として、進 亮（母方の進姓を名乗っている）がいる。
音楽プロデュース業のかたわら、父・郁雄が社長を務める芸能事務所、株式会社バーニングプロダクションの取締役や、音楽出版社、株式会社バーニングパブリッシャーズの代表取締役も務める。
俳優の保阪尚希やタレントのヒロミらとともに、モータースポーツを行っていることでも知られる。また、2010年（平成22年）に解散した芸能人女子フットサルチーム、『ZENTスィーティーズ』では、監督を務めていた。
2018年10月に杉原杏璃と結婚したものの2020年末までに離婚。
2024年に父・郁雄が体調不良で退任したため、バーニングプロダクション代表取締役社長に就任した。
2025年1月に発売されたDJ pixeLのアルバム『my pleasurE』ではカメラマン、スタイリスト、作曲、サウンドプロデュースをAKIRA名義で担当。発売日である1月11日にはDJ pixeLと婚姻届けを出し5度目の結婚。pixeLをバーニングプロダクション取締役副社長、およびバーニングパブリッシャーズ、琉球ゴルフ倶楽部の取締役に就任させている。

## プロデュースしたアーティスト
- shela
- S.E.S.「Lovin' You（朝鮮語版）」
- speena
- shiina
- SINBA
- sunny-side up
- EXILE「SUMMER TIME LOVE」
- 天上智喜//CLIFF EDGE「Here」

## レース戦績

### SUPER GT
| 年     | チーム              | 使用車両             | クラス | 1       | 2       | 3       | 4       | 5       | 6       | 7      | 8       | 9       | 順位 | ポイント |
| ------ | ------------------- | -------------------- | ------ | ------- | ------- | ------- | ------- | ------- | ------- | ------ | ------- | ------- | ---- | -------- |
| 2005年 | A&S RACING          | モスラー・MT900R     | GT300  |         |         |         |         | TRM 20  |         |        | SUZ 23  |         | NC   | 0        |
| 2005年 | A&S RACING          | シボレー・コルベット | GT300  | OKA     | FSW Ret | SEP Ret | SUG Ret |         | FSW Ret | AUT    |         |         | NC   | 0        |
| 2006年 | Team BOMEX Dream 28 | ホンダ・NSX          | GT300  | SUZ Ret | OKA 14  | FSW 21  | SEP 15  | SUG 14  | SUZ     | TRM 15 | AUT     | FSW 23  | NC   | 0        |
| 2007年 | AVANZZA×BOMEX       | ヴィーマック・320R   | GT300  | SUZ 16  | OKA Ret | FSW 14  | SEP 17  | SUG 18  | SUZ 13  | TRM 16 | AUT Ret | FSW 20  | NC   | 0        |
| 2008年 | AVANZZA ROSSO       | ヴィーマック・320R   | GT300  | SUZ 17  | OKA 18  | FSW Ret | SEP     | SUG Ret | SUZ 13  | TRM 20 | AUT 17  | FSW Ret | NC   | 0        |
| 2009年 | AVANZZA ROSSO       | ヴィーマック・320R   | GT300  | OKA 16  | SUZ 18  | FSW 16  | SEP 13  | SUG 21  | SUZ 13  | FSW 16 | AUT 15  | TRM Ret | NC   | 0        |